# Автошлях Т 0402
Автошля́х Т 0402 — автомобільний шлях територіального значення у Дніпропетровській області. Пролягає територією Дніпровського та Новомосковського районів через Дніпро (Ігрень) — Соколове. Загальна довжина — 12,8 км.

## Маршрут
Автошлях проходить через такі населені пункти:
| Автошлях Т 0402          |         |
| Дніпропетровська область |         |
| Дніпровський район       |         |
| Дніпро (Ігрень)          | Р85     |
| Олександрівка            |         |
| Новомосковський район    |         |
| Соколове                 |         |
|                          | E105М18 |